# Avec amour
Albums de Anna Prucnal
Théâtre de la ville
(1980) Loin de Pologne
(1983)
Avec amour est le 3e Album studio de la chanteuse Anna Prucnal, sorti en 1981.

## Liste des titres
1. Histoire d'amour
2. Cède le passage
3. La Complainte du partisan
4. À la belle saison
5. L'Exilée (thème du film Clair de femme)
6. Trois Œillets rouges
7. Che
8. Tes amours de quarantaine
9. La Voleuse
10. Fuite